# Hydrophorus regularis
Hydrophorus regularis är en tvåvingeart som beskrevs av Becker 1922. Hydrophorus regularis ingår i släktet Hydrophorus och familjen styltflugor. Inga underarter finns listade i Catalogue of Life.